# Переликско-Преспански дял
Переликско-Преспанският дял е планински дял в източната част на Западните Родопи, на територията на области Смолян и Пловдив. Най-високият, най-мощният и втори по дължина планински дял в целите Родопи, като по цялото си протежение е вододел между водосборните басейни на реките Марица и Арда.
Дялът се простира се от югозапад на североизток на 70 км, а ширината му е от 8 – 10 до 15 – 20 км. На югозапад започва от държавната ни граница с Гърция при гранична пирамида № 135, където се издига безименен връх с височина 1929,9 м. От него на северозапад се отделя рида Чамлия. При връх Голям Перелик (2190,2 м) на северозапад се отделя рида Мурсалица. От там билото продължава на североизток преминава през седловината Превала (Еше кулак, 1687,5 м) и достига до връх Снежанка, от който на северозапад се отклонява рида Чернатица, а на юг – Букова планина. Следва седловината Рожен (1439 м), след което на север се отделя Радюва планина, а на юг и югоизток дълъг и мощен рид разположен между левите притоци на Арда – реките Черна (с притока си Бяла) и Малка Арда. При връх Преспа (2000,4 м) на север се отделя рида Манастирище, на югоизток друг дълъг и мощен рид, разположен между реките Малка Арда и Давидковска (леви протоци на Арда). При връх Свобода (1943,2 м) на север се отделя рида Крушевска планина, а малко по̀ на изток, при връх Елварника (1714,8 м) – на югоизток рида Каракулас. След това билото на Переликско-Преспанския дял завива на север, при връх Проглед (1578,8 м) на северозапад се отделя рида Градище (Кръстова гора), след което направлението на билото става източно. При връх Сини връх (1536,4 м) на севрозапад се отклонява последният рид Добростан, билото продължава в източна посока и завършва при седловината Китката (735 м), от която на север и североизток продължават ридовете Драгойна и Мечковец, а на изток Чуката, части на Източните Родопи.
От така направеното описание става ясно, че на югозапад билото на Переликско-Преспанския дял е по-високо и се издига на 1800 – 2000 м, а на североизток то се понижава, стеснява и нахълмява. Изграден е предимно от метаморфни скали, терциерни и вулканични скали – риолити, андезити, латити, туфи и туфити. Дялът е вододел между водосборните басейни на Марица и Арда. Реките извиращи от него и течащи на север – Чаирдере, Мугленска (Тенесдере), Широколъшка, Чепеларска, Юговска, Белишка, Сушица, Мечка, Каялийка и други принадлежат към водосборния басейн на Марица, а тези течащи на изток, югоизток и юг – Черна, Малка Арда, Давидковска, Боровица и други – към водосборния басейн на Арда. Преобладаващата почвена покривка е представена предимно от кафяви горски и планинско-ливадни почви. На югозапад е обрасъл с иглолистни гори, а на североизток – предимно с букови и дъбови гори.
През три от седловините в Переликско-Преспанския дял преминават участъци от три пътя от Държавната пътна мрежа:
- През седловината Китката в най-източната му част, участък от второкласен път № 58 Черноочене – Тополово – Асеновград;
- През седловината Рожен, участък от второкласен път № 86 Пловдив – Смолян – ГКПП „Рудозем“ (не е изградено);
- През седловината Превала (Еше кулак), участък от третокласен път № 866 Смолян – Девин – Стамболийски.[1]

## Топографска карта
- Лист от карта K-35-74. Мащаб: 1 : 100 000.
- Лист от карта K-35-75. Мащаб: 1 : 100 000.
- Лист от карта K-35-86. Мащаб: 1 : 100 000.